# 利根川放水路
利根川放水路（とねがわほうすいろ）は、1939年に事業化された、千葉県東葛飾郡湖北村（1955年4月に我孫子町に合併）から、鎌ヶ谷村を経由して船橋・津田沼市町境にて東京湾とを結ぶ幅員300m、延長29kmの放水路、および途中で分岐して印旛沼へ接続する5kmの水路の計画である。
一部着工されたものの、第二次世界大戦の終戦に伴い工事は一旦中止され、1946年には検見川に抜けるルートに変更された。しかし、その後長らく事業化されず、2005年の利根川水系の河川改修計画の見直しに伴い、従来の計画は中止された。

## 概要
1936年から1938年にかけての度重なる利根川の洪水と、それに伴う甚大な被害を受け、内務省は1939年に利根川と鬼怒川の合流点での計画高水量を従来の5,570m³/sから10,000m³/sに引き上げ、増加分のうち2,300m³/sを東京湾に放水する放水路開削を決定した。
放水路のルート選定にあたっては、利根川からの分岐地点は、布川狭窄部（両岸の市街化がすでに進行し、引堤が困難）の上流で放水する必要が認められた。しかし東京湾への接続地点については、地形的には最適と考えられた検見川に抜ける案は、近衛師団の演習場を通過するため軍部の反対にあった。そのため、演習場を避ける形で船橋に抜ける案が採用された。
本放水路は印旛沼にも接続し、印旛沼・手賀沼の水を本放水路に落とすことで干拓することも計画された。また、掘削土砂（7,400万m³を予定）を使って東京湾の船橋・検見川間1200ヘクタールを埋め立てて臨海工業地域を形成し、これらの工業地帯を北関東とを結ぶ運河としての運用も計画されていた。そのため、本放水路の平常時の深さは江戸川よりも深い3メートルとし、中型船舶の喫水に対応できるように計画されていた。
1939年から用地買収が開始され、1940年に船橋、続いて鎌ヶ谷で着工、掘削工事が行われたものの、第二次世界大戦の戦況の悪化に伴い工事は中断。1945年には工事は正式に中止された。
1946年、陸軍の消滅に伴い放水路のルートを花見川へ繋げる計画へ変更、1949年には計画高水量を3,000m³/sに増加させた。この高水量を実現するためには、幅員200mの河道掘削・引堤が必要になるものの、1970年代より我孫子市内の予定ルートおよび花見川周辺の市街化が進み、用地買収が次第に困難になっていった。
2005年、国交省は利根川放水路の分派地点を布川狭窄部上流から下流の長門川に変更し、また計画高水量を1,000m³/sに削減、新規掘削工事としての放水路計画は事実上中止された。

## 歴史
- 1938年6月の豪雨、および1938年9月1日の台風により利根川に洪水が発生、内務省にて緊急に利根川増補計画が策定される。
- 1939年2月：第74回帝国議会にて利根川増補計画が請願され、協賛を得る。
- 1939年4月：内務省が渡良瀬遊水地と利根川放水路の整備を主体とする利根川増補計画を決定、告示。利根川と鬼怒川が合流する地点（八斗島）での計画高水量を5,570m³/sから10,000立方m/sに改訂し、うち2,300m³/sを東京湾に放流するために、利根川放水路を開削することとした。総工費8,610万円、うち第一期工事として、1939年度から15ヵ年・4,830万円で工事実施が決定した。利根川放水路の工費は3,910万円。
- 1939年〜：用地買収の実施。買収は1次から10次にわたり、主に河口付近が買収対象となったが、10次買収ではルート上でもっとも高地にあり優先度が高いと考えられた鎌ヶ谷付近でも用地買収が行われた。
- 1940年4月〜：放水路の工事開始。河口付近（谷津・船橋）および鎌ヶ谷で機械掘削が行われた。京成電気鉄道の橋梁工事も行われた。
- 1943年：第二次大戦の戦況悪化に伴い工事が停滞。
- 1945年：船橋の利根川放水路事務所が、東京土木出張所の疎開先となり、利根川放水路事業は完全に中断した。
- 1945年11月：利根川放水路の正式な中止が決定。
- 1946年3月：利根川放水路のルートを再評価。従来の船橋ルートから、土工量が３割以上削減できる検見川ルートに変更。
- 1948年〜 ：買収済みの用地を、自作農創設特別措置法等により売却。鎌ヶ谷の掘削工事分（100m×50m を2m程度掘削）は埋め戻された。
- 1949年：カスリーン台風による被害を受け、利根川改修計画を改訂。八斗島での計画高水量を14,000m³/sとし、うち3,000m³/s（旧2,300m³/s）を利根川放水路が担うことになった。
- 1970年：千葉ニュータウン計画の立案に伴い、放水路のルートをニュータウンの都市計画地域に抵触しない、小室駅東側を通過するルートに変更。
- 1980年：利根川上流のダム建設に呼応した利根川計画流量配分の見直し。八斗島での計画高水量を16,000m³/sとし、稲戸井調節池と田中調節池で2,000m³/sの洪水をカット後、3,000m³/sを利根川放水路が担うことになった。
- 2005年11月9日：国交省河川局は、国交省社会資本整備審議会の小委員会にて放水路の新規掘削計画の断念を表明。利根川放水路のルートを印旛沼経由に変更し、高水量を1,000m³/sに削減して、印旛沼を調節池として活用することで、花見川の拡幅・引堤量を大幅に削減することにした。
- 2013年5月15日：国交省関東地方整備局は、「利根川水系利根川・江戸川河川整備計画」の策定を公表。花見川の拡幅は当面、見送られることとなった。

## 計画の中止と現在
利根川放水路の計画ルートは1946年、陸軍の消滅に伴い、布川狭窄部の上流から印旛沼西端を経由して、花見川を通るルートに変更された（計画高水量も1949年に3,000m³/sに変更）。戦前に船橋市等で着工された部分は放棄された。
しかしながら、事業化が見送られるうちに予定ルートの市街化が進行した。21世紀に入ると従来の計画通りに放水路を事業化した場合、移転戸数2,000戸、事業費2兆円が見込まれるようになり、事実上事業化が不可能な「幻の放水路」と呼ばれるようになった。
2005年11月、国土交通省は利根川治水計画を見直し、利根川放水路の分派地点を布川狭窄部の上流から下流の長門川へ、また計画高水量を3,000m³/sから1,000m³/sに変更した。不足する2,000m³/sについては、佐原における利根川本流の高水量を8,000m³/sから9,500m³/sに増加させ、洪水時の小貝川から利根川への流量を調節池によって500m³/sから0m³/sとすることで対応した。また、印旛沼を洪水調節池として活用することとした。
これにより、新規開削としての利根川放水路計画はなくなったが、現在の花見川は270m³/sの流量しかないため、治水計画の通りの流量を達成するためには花見川の拡幅が必要である。ただし、利根川治水計画を受けて2013年5月に公表された「利根川水系利根川・江戸川河川整備計画」には花見川の拡幅は含まれておらず、今後数十年間はこの区間の拡幅整備は行われない予定である。
インターネットで公開されている終戦直後の米軍空中写真には、戦前の船橋市花輪付近での掘削跡および京成電気鉄道の橋梁の橋脚土台が確認できる (現在でも移設用の道路橋脚が一部部分残っている)。また戦前、利根川放水路の工事の一環として掘削された場所の一部は現在、千葉県立船橋高等学校の野球場となっている。

## 参照
- 利根川增補工事計畫槪要（内務省東京土木出張所、1939年5月）